# Kumbainggar
Kumbainggar är ett australiskt språk som talades av 10 personer år 2000. Kumbainggar talas i Nya Sydwales. Kumbainggar tillhör de pama-nyunganska språken.